# 1975 en Iran
Chronologie de l'Iran
- 1971
- 1972
- 1973
- 1974
- 1975
- 1976
- 1977
- 1978
- 1979

Cette page présente les faits marquants de l'année 1975 en Iran.

## Événements

### Mars
Pour un article plus général, voir Mars 1975.
- 6 mars : Les accords d'Alger sont signés entre l'Irak et l'Iran[1].

## Culture

### Sortie de film
Sauf indication contraire, les informations mentionnées dans cette section peuvent être confirmées par les bases de données cinématographiques IMDb et SourehCinema (fa),  présentes dans la section « Liens externes ».
- Couleurs, écrit et réalisé par Abbas Kiarostami.
- Dar Ghorbat, réalisé par Sohrab Shahid Saless.
- Deux Solutions pour un problème, écrit et réalisé par Abbas Kiarostami.
- Donya-ye divane divane divane, réalisé par Noureddin Zarrinkelk.
- Moi aussi je peux, écrit et réalisé par Abbas Kiarostami.

## Naissances
- Yousef Alikhani, écrivain.
- 7 janvier : Hossein Derakhshan, blogueur.
- 15 avril : Mohsen Tanabandeh, acteur.
- 1er mai : Nima Nakisa, footballeur.
- 19 mai : Behnoush Bakhtiari, actrice.
- 21 mai : Homayoun Shadjarian, chanteur et musicien.
- 22 juillet : Sam Derakhshani, acteur.
- 1er août : Amir Aghaei, acteur.
- 1er août : Kambiz Hosseini, humoriste et présentateur de télévision.

## Décès
- 20 janvier : Mohammad Gharib, médecin pathologiste.